# Eberhard Friedrich Steck
Eberhard Friedrich Steck (* 17. Oktober 1760 in Herrenberg; † 10. Juni 1837) war ein württembergischer Verwaltungsjurist.

## Leben
Steck wurde als Sohn des Handelsmanns und Ratsmitglieds Philipp Eberhardt Steck und dessen Ehefrau Christiana Friederica, geb. Klemm in Herrenberg geboren. Er absolvierte von 1777 bis 1780 das Studium der Rechtswissenschaften an den Universitäten Tübingen und Erlangen. 1781 war er als Kanzleiadvokat beschäftigt. Von 1788 bis 1793 war er Hauptmann und Auditor bei der Leibgarde zu Fuß und bei der Gardelegion. 1793 wurde er zum Stabsamtmann der Kameralverwaltung und Amtsschreiberei in Köngen und Wendlingen ernannt. 1808 wurde er zunächst Oberamtmann des Oberamts Zwiefalten und noch im gleichen Jahr Oberamtmann des Oberamts Waiblingen. 1825 trat er in den Ruhestand.